# Есипов, Яков Степанович
Есипов Яков Степанович (дата и место рождения не неизвесты ‒ 1805, Санкт-Петербург) — российский изобретатель в области свёкло-сахарной промышленности. В 1799‒1801 разработал технологию получения сахара из свёклы в промышленных условиях.

## Изобретения
В ноябре 1802 г. Я. С. Есипов при участии Е. И. Бланкеннагеля построил первый в России свеклосахарно-спиртовой завод в селе Алябьеве Чернского уезда Тульской губернии. В производственный 1802—1803 г. на заводе было получено 4,9 т. сахара-сырца из свёклы, убранной с 11 десятин посевов (1 десятина = 1,09 га). Чистота сахара-сырца была примерно 85 %. Отходы сахарного производства (меласса, промой и др.) перерабатывали в этиловый спирт. С 1807 г. на заводе начало действовать сахарорафинадное отделение. Впервые ввёл очистку свекловичного сока известью. Этот способ применяется и в настоящее время.
К осени 1802 г. Я. С. Есипов построил в селе Никольском второй, более совершенный свеклосахарный завод с сахарорафинадным отделением. В 1803—1804 г. на нём вырабатывали не только сахар-сырец, но и белый сахар, спирт, ликер. Жом использовали на корм скоту. По расчетам Я. С. Есипова, выход сахара-сырца из свеклы составлял 3,1 % к массе свеклы.